# Licaria martiniana
Licaria martiniana är en lagerväxtart som först beskrevs av Carl Christian Mez, och fick sitt nu gällande namn av André Joseph Guillaume Henri Kostermans. Licaria martiniana ingår i släktet Licaria och familjen lagerväxter. Inga underarter finns listade i Catalogue of Life.